# Дульный ускоритель
Дульный ускоритель, или активный усилитель отдачи — устройство, закрепленное на стволе огнестрельного оружия, предназначенное для использования энергии пороховых газов, чтобы увеличить силу отдачи. Дульный тормоз компенсатор, обычно используется для увеличения надежности системы отдачи. Дульный ускоритель выполняет функции, противоположные функциям дульного тормоза, уменьшающего силу отдачи огнестрельного оружия.

## История
Впервые дульные ускорители появились на пулеметах Виккерс в 1912 году. Виккерс, как и пулемет Максим, на основе которого он и был разработан, использует короткий ход отдачи. При выстреле отдача толкает ствол внутрь оружия. Это движение обеспечивает энергию, используемую для извлечения использованной гильзы, и сжимает пружину, смягчающую отдачу, завершая цикл. Дульный ускоритель увеличивает отдачу, передаваемую на ствол, направляя часть пороховых газов так, чтобы они толкали ствол назад.

## Конструкция
Дульный ускоритель на Виккерсе состоит из двух частей: первая — расширяющаяся «чашка» на дуле; второй является перфорированная труба вокруг дула. Пуля, покидая ствол, проходит через отверстие, подобранное под калибр снаряда, на конце перфорированной трубки. В это время происходит частичная временная блокада пороховых газов, препятствующая их дальнейшему продвижению вперед. Давление внутри ускорителя растет, поскольку пороховые газы должны изменить направление движения для того, чтобы покинуть ускоритель. «Чашка» на дуле имеет большую площадь, обеспечивающую давление на ствол сжатых пороховых газов, толкающих его назад.

## Примеры применения
Дульный ускоритель не получил широкого применения на практике, поскольку он менее эффективен, нежели система удаления гильзы энергией пороховых газов, отведенных из ствола. Однако он был установлен на MG 42, а его модификация Rheinmetall MG3, приспособленная под патрон 7,62×51 мм НАТО и в настоящее время используется вооруженными силами Германии.
К 1899 году находившиеся на вооружении Российской армии пулемёты Максима были заменены с 10,67 мм калибрa винтовки Бердана на калибр 7,62×54 мм R русской винтовки Мосина под официальным наименованием «7,62-мм станковый пулемёт». Для повышения надёжности пулемёта был использован дульный ускоритель. Передняя часть ствола была утолщена для увеличения площади дульного среза, а затем к водному кожуху был присоединён колпачок-надульник.

## Современное применение
Дульные ускорители нашли новое применение в демпфере на пистолетах Браунинга. Такие пистолеты имеют ствол, отскакивающий на короткое расстояние после выстрела. Добавление массы демпфера к пистолетам, использующим энергию отдачи, значительно увеличивает откатываемую массу, замедляя или даже останавливая отдачу ствола. Многие дульные ускорители включают в себя систему индексации, которая позволяет подавителю быть повернутым на несколько положений, позволяя стрелку точно настроить механизм прицеливания.
Некоторые адаптеры для стрельбы холостыми патронами действуют как дульные ускорители, используя пороховые газы холостого патрона, для увеличения отдачи, ввиду отсутствия отдачи от пули.